# Geologists Range
Die Geologists Range ist ein rund 56 km langer Gebirgszug im Transantarktischen Gebirge zwischen den Entstehungsgebieten des Lucy-Gletschers und des Nimrod-Gletschers. 
Entdeckt wurde er durch die Nordgruppe einer von 1961 bis 1962 durchgeführten Kampagne im Rahmen der New Zealand Geological Survey Antarctic Expedition. Benannt ist er im Gedenken an die Arbeiten der Geologen während dieser Expedition.